# إرنست إم. سكينر
إرنست إم. سكينر (بالإنجليزية: Ernest M. Skinner) هو صانع آلات أرغن أمريكي، ولد في 15 يناير 1866 في Clarion, Pennsylvania ‏ في الولايات المتحدة، وتوفي في 25 نوفمبر 1960.

## وصلات خارجية
- إرنست إم. سكينر على موقع ميوزك برينز (الإنجليزية)